# Prilesje pri Plavah
Prilesje pri Plavah – wieś w Słowenii, w gminie Kanal ob Soči. W 2018 roku liczyła 55 mieszkańców.